# Myrmica
Myrmica este un gen de furnici din subfamilia Myrmicinae. Speciile sunt larg răspândite în regiunile temperate ale Holarcticii și munții înalți din Asia de Sud-Est.
Genul este format din aproximativ 200 de specii cunoscute și subspecii adiționale, deși această cifră este probabil să crească deoarece listele cu fauna  chineză și neartică sunt revizuite.

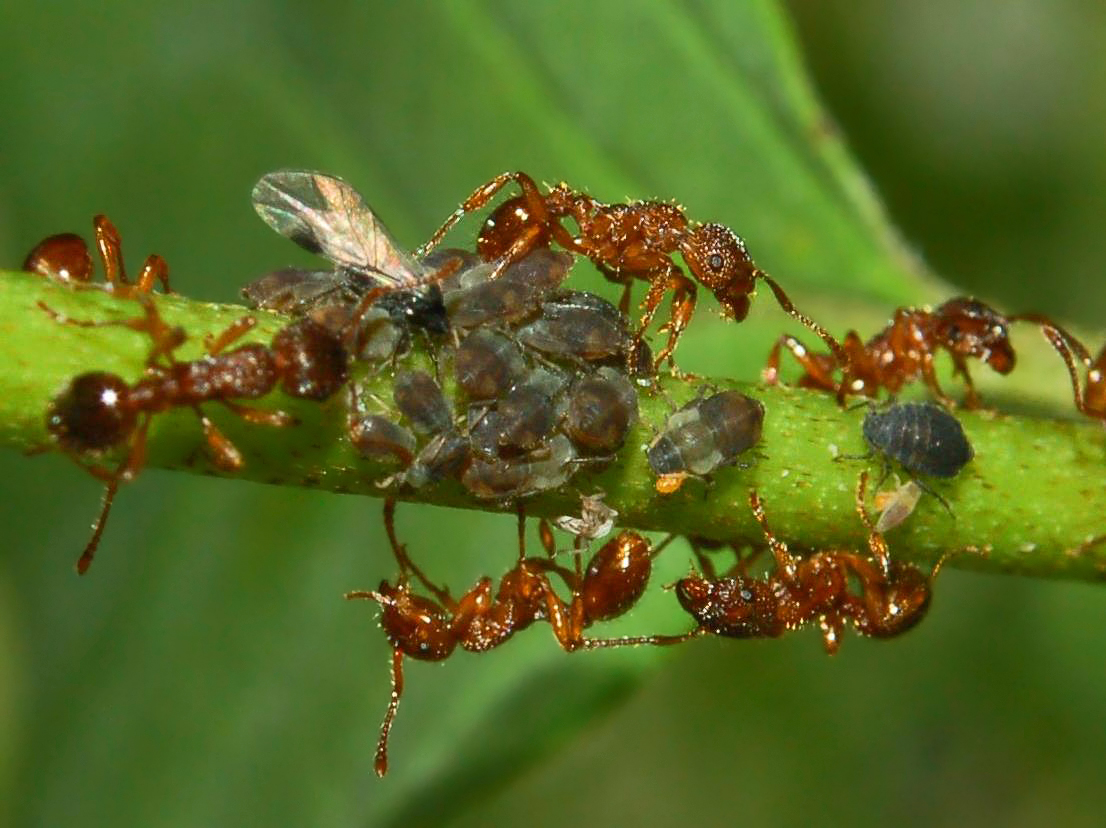
Specie de Myrmica cultivând afide

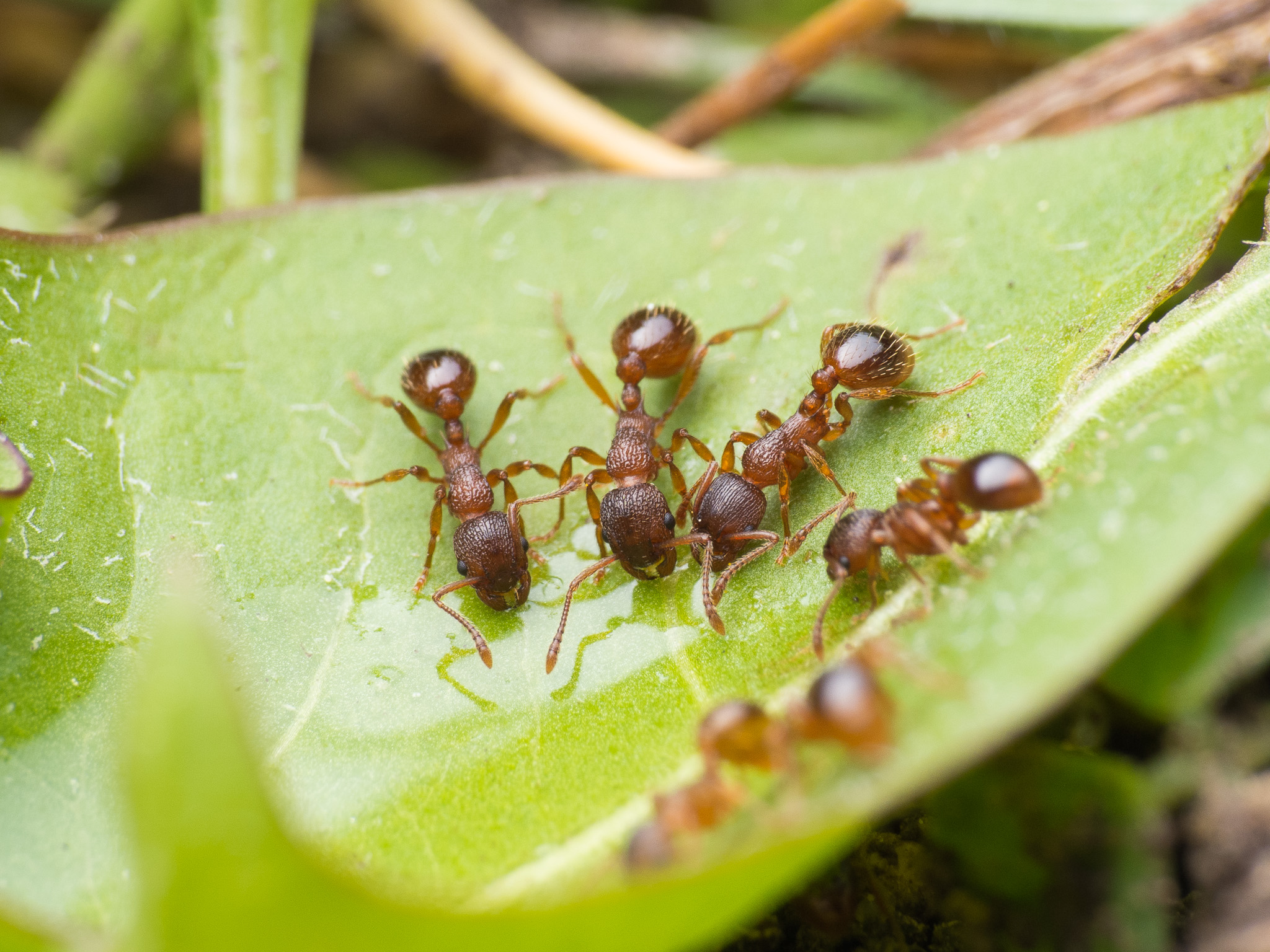
Lucrătoare de o specie Myrmica bând apă îndulcită cu zahăr

## Specii
- M. ademonia Bolton
- M. afghanica Radchenko and Elmes
- M. aimonissabaudiae Menozzi
- M. alaskensis Wheeler
- M. aldrichi
- M. aloba Forel
- M. americana Weber
- M. anatolica Elmes Radchenko  and  Aktac
- M. angulata Radchenko, A.G., Zhou. S., and Elmes, G.W.
- M. angulinodis Ruzsky
- M. arisana Wheeler
- M. arnoldii Dlussky
- M. atomaria Gerstaecker
- M. basalis Smith
- M. bergi Ruzsky
- M. bessarabica Nasonov
- M. bidens Förster
- M. bibikoffi Kutter
- M. boltoni Radchenko and Elmes
- M. brancuccii Radchenko and Elmes
- M. breviceps Smith, F.
- M. brevinodis Emery
- M. brevispinosa Wheeler
- M. cachmiriensis Forel
- M. cadusa Kim Park and Kim
- M. cagnianti Espadaler
- M. cariniceps Guérin-Méneville
- M. caucasicola Arnol’di,
- M. chinensis Viehmeyer
- M. colax Cole
- M. collingwoodi Radchenko and Elmes
- M. commarginata Ruzsky
- M. contigue Smith
- M. cursor Smith, F.
- M. curvithorax Bondroit
- M. diluta Nylander
- M. dimidiata Say
- M. discontinua Weber
- M. displicentia Bolton
- M. divergens Karavaiev
- M. domestica Shuckard
- M. draco Radchenko, G.G., Zhou.S., Elmes, G.W.
- M. dshungarica Ruzsky
- M. eidmanni Menozzi
- M. elmesi Bharti and Sharma[6]
- M. emeryana Cole
- M. ereptrix Bolton
- M. excelsa Kupyanskaya
- M. exigua Buckley
- M. faniensis Boven, 1970
- M. ferganensis Finzi
- M. forcipata Karavaiev
- M. foreliana Radchenko and Elmes
- M. formosae Wheeler, W.M.
- M. fortior Forel
- M. fracticornis Forel
- M. fragilis Smith
- M. fuscula Nylander
- M. galbula Losana
- M. gallienii Bondroit
- M. gigantea Collingwood
- M. glaber Smith
- M. glacialis Emery
- M. glyciphila Smith
- M. gracillima Smith
- M. hamulata Weber
- M. hecate Weber
- M. hellenica Finzi
- M. helleri Viehmeyer
- M. hirsuta Elmes
- M. hyungokae Elmes, G.W., Radchenkoo, A.G., and Kim, B.
- M. incompleta Provancher
- M. incurvata Collingwood
- M. indica Weber
- M. inezae Forel
- M. jennyae Elmes, Radchenko, and Aktac
- M. jessensis Forel
- M. juglandeti Arnol'di
- M. kabylica Cagniant
- M. kamtschatica Kupyanskaya
- M. karavajevi Arnol’di
- M. kasczenkoi Ruzsky
- M. kirghisorum Arnol’di
- M. kollari Mayr
- M. koreana Elmes, G.W., Radchenkoo, A.G., and Kim, B., 2001
- M. kotokui Forel
- M. kozlovi Ruzsky
- M. kryzhanovskii Arnol'di
- M. kurokii Forel
- M. lacustris Ruzsky
- M. laevigata Smith
- M. laevinodis Nylander
- M. laevissima Smith
- M. lampra Francoeur
- M. latifrons Starcke
- M. laurae Emery
- M. lemasnei Bernard
- M. lobicornis Nylander
- M. lobifrons Pergande
- M. lonae Finzi
- M. longiscapus Curtis
- M. luctuosa Smith,F.
- M. luteola Kupyanskaya
- M. magniceps
- M. margaritae Emery
- M. martensi Radchenko and Elmes
- M. mellea Smith
- M. mexicana Wheeler, W.M.
- M. microrubra Seifert
- M. minkii Förster
- M. minuta Ruzsky
- M. mirabile Elmes & Radchenko
- M. mirabilis Elmes & Radchenko
- M. modesta Smith
- M. molesta
- M. molifaciens
- M. monticola Creighton
- M. myrmicoxena Forel
- M. nearctica Weber
- M. nitida Radchenko
- M. ominosa Gerstaecker
- M. ordinaria Radchenko
- M. orthostyla Arnol’di
- M. pachei Forel
- M. parallela Smith
- M. pellucida Smith
- M. pelops Seifert
- M. petita Radchenko
- M. pharaonis
- M. pinetorum Wheeler
- M. pisarskii Radchenko
- M. punctiventris Roger
- M. quebecensis Francoeur
- M. radchenkoi Bharti and Sharma[7]
- M. ravasinii Finzi
- M. reticulata Smith
- M. rhytida Radchenko
- M. rigatoi Radchenko and Elmes
- M. ritae Emery
- M. rubra Linnaeus
- M. ruginodis Nylander
- M. rugiventris Smith
- M. rugosa Mayr
- M. rugulosa Nylander
- M. rugulososcabrinodis Karawajew
- M. rupestris Forel
- M. sabuleti Meinert
- M. salina Ruzsky
- M. samnitica Mei
- M. saposhnikovi Ruzsky
- M. scabrinodis Nylander
- M. schencki Viereck
- M. seminigra Cresson
- M. serica Wheeler, W.M
- M. silvestrii Wheeler, W.M
- M. sinensis Radchenko, A.G., Zhou,S., and Elmes, G.W.
- M. sinica Wu and Wang
- M. smythiesii Forel
- M. spatulata Smith
- M. specioides Bondroit
- M. stangeana Ruzsky
- M. striatula Nylander
- M. striolagaster Cole
- M. sulcinodis Nylander
- M. suspiciosa Smith
- M. symbiotica Menozzi
- M. taediosa Bolton
- M. tahoensis Wheeler
- M. taibaiensis Wei, Zhou and Liu, 2001
- M. tamarae ElmesRadchenko and Aktac
- M. tenuispina Ruzsky
- M. tibetana Mayr
- M. titanica Radchenko
- M. transsibirica Radchenko
- M. trinodis Losana
- M. tschekanovskii Radchenko
- M. tulinae Elmes, Radchenko, and Aktac
- M. turcica Santschi
- M. unifasciata Bostock
- M. urbanii Radchenko
- M. vandeli Bondroit
- M. vastator Smith
- M. vexator Smith
- M. villosa Radchenko and Elmes
- M. vittata Radchenko and Elmes
- M. wardi Radchenko
- M. wesmaeli Bondroit
- M. wheeleri Weber
- M. whymperi Forel
- M. williamsi Radchenko
- M. winterae Kutter, 1973)
- M. wittmeri Radchenko
- M. yamanei Radchenko
- M. yoshiokai Weber
- M. zojae Radchenko